# Landesgartenschau Fulda 1994
Die Landesgartenschau Fulda 1994 war die erste Landesgartenschau des Landes Hessen. Die Stadt Fulda an der Fulda im Südosten des Landes Hessen richtet auch die Landesgartenschau Fulda 2023 aus. Das Motto der Gartenschau lautete „Der Garten Hessens ´94“.

## Gartenschau
1984 fand ein Ideenwettbewerb statt. Dessen Ergebnisse wurden in den Folgejahren umgesetzt. Die Gartenschau fand an drei Standorten statt. Neben dem Gelände in der Fuldaaue waren dies der Landschaftspark im vorderen Schlossgarten und der Domdechaneigarten.
Der Auepark hat eine Größe von etwa 16,5 ha. Es wird als Naherholungsgebiet Fulda-Aue nachgenutzt. Ebenfalls erhalten ist das zur Gartenschau gebaute Umweltzentrum.
Der Schlossgarten wurde dem barocken Ursprungszustand entsprechend umgestaltet. Die große Fontäne wurde für die Gartenschau angelegt.

## Unterschlagungsskandal
Ein systematischer Betrug des Kassen- und Wachpersonals führte zu einem Schaden von wohl mehreren hunderttausend Mark. Eintrittskarten wurden verkauft, aber nicht abgerechnet. Gegen 26 Mitarbeiter der Bewachungsfirma wurde Anklage wegen der Veruntreuung von Eintrittsgeldern erhoben. Ein Einsatzleiter, ein Kassierer sowie sieben Mitarbeiter wurden zu Geldstrafen verurteilt, die anderen Verfahren führten zu Freisprüchen oder Verfahrenseinstellungen.
Auch aufgrund dieser Veruntreuungen erwirtschaftete die Landesgartenschau 1994 einen Verlust von einer Million D-Mark.